# Koszykówka na Letniej Uniwersjadzie 1987
Koszykówka na Letniej Uniwersjadzie 1987 – zawody koszykarskie rozgrywane podczas Letniej Uniwersjady 1985 w Zagrzebiu. W programie znalazły się dwie konkurencje – turniej kobiet i mężczyzn. Rywalizacja kobiet odbyła się po raz jedenasty w historii letnich uniwersjad, a mężczyźni brali udział w tych zawodach po raz trzynasty w historii.
Złoty medal w turnieju kobiet zdobyła reprezentacja Jugosławii, srebrny Związku Radzieckiego, a brązowy Chiny. W turnieju mężczyzn najlepsza okazała się, Jugosławia, która wyprzedziła Stany Zjednoczone. Trzecią pozycję zajęła Hiszpania.
Tytuł mistrzowski w rywalizacji mężczyzn dla Jugosławii był pierwszym zdobytym przez ten zespół w historii turniejów koszykarskich podczas uniwersjad, tytuł zdobyty przez reprezentację Jugosławii w rywalizacji kobiet był pierwszm triumfem tej reprezentacji w historii turniejów koszykarskich podczas uniwersjad.

## Klasyfikacje medalowe

### Wyniki konkurencji
| Konkurencja:     | 1. miejsce | 2. miejsce        | 3. miejsce |
| Turniej kobiet   | Jugosławia | ZSRR              | Chiny      |
| Turniej mężczyzn | Jugosławia | Stany Zjednoczone | Hiszpania  |

### Klasyfikacja medalowa państw
| Nr | Państwo           |   |   |   | Ogółem |
| -- | ----------------- | - | - | - | ------ |
| 1. | Jugosławia        | 2 | 0 | 0 | 2      |
| 2. | Stany Zjednoczone | 0 | 1 | 0 | 1      |
| -  | ZSRR              | 0 | 1 | 0 | 1      |
| 4. | Chiny             | 0 | 0 | 1 | 1      |
| -  | Hiszpania         | 0 | 0 | 1 | 1      |